# Дзеркальна шкіра
«Дзеркальна шкіра» (англ. The Reflecting Skin) — британський-канадський драматичний фільм з елементами жахів 1990 року, написаний і знятий Філіпом Рідлі з Джеремі Купером, Віґґо Мортенсеном і Ліндсі Дункан у головних ролях. Дія фільму розгортається у 1950-х роках у сільській місцевості Айдахо, де вразливий хлопчик починає вірити, що сусідська вдова — вампірша, яка відповідальна за низку зникнень у громаді. Описаний режисером як «міфічна інтерпретація» дитинства, фільм переплітає елементи сюрреалізму, чорної комедії та релігійного фанатизму впродовж усієї фабули.
Фільм спільного виробництва BBC Films і Téléfilm Canada знімався на натурі в Кроссфілді, Альберта, сільському передмісті Калгарі. 

## Сюжет

Кадр з фільму, пасторальний пейзаж серед золотих полів

Восьмирічний Сет Дав живе посеред пшеничного поля в ізольованій степовій громаді Айдахо в 1950-х роках. Фільм починається з того, як Сет та його друзі, Ебен і Кім, граються з ропухою. Хлопці надувають жабу, вставивши очерет в її анус, і залишають ту на узбіччі дороги. Коли місцева англійська вдова, Дельфін Блу, зупиняється, щоб оглянути її, Сет стріляє в надуту жабу з рогатки, внаслідок чого та вибухає, заливаючи Дельфіну кров'ю.
Сет повертається на маленьку заправку, де живе зі своєю суворою матір'ю Рут і сором'язливим, замкнутим, відстороненим батьком Люком. Старший брат Сета, Кемерон, перебуває на військовій службі в Тихому океані (Рут називає їх «гарними островами»). Сет заправляє бензином таємничу групу молодих людей на чорному «кадилаку», які обіцяють незабаром повернутися.
Сет відправляється до будинку Дельфін, щоб вибачитися за жаб'ячу витівку. Дельфіну переслідує пам'ять про свого померлого чоловіка, який повісився з невідомих причин через тиждень після їхнього весілля. Оточена артефактами з китобійного минулого сім'ї чоловіка, Сет сприймає деякі з її жалісливих висловлювань (вона стверджує, що їй «двісті років») буквально. Щойно дізнавшись від батька про вампірів, Сет починає вірити, що Дельфін — вампірша. 
Після зникнення Ебена Сет і Кім вирушають до будинку Дельфін, щоб провести розслідування, оскільки Сет вважає, що вона відповідальна за зникнення їхнього друга. Вони піднімаються до спальні Дельфін і трощать її речі. Згодом вони чують, як Дельфін спускається вниз. Хлопці продовжують шпигувати за нею, коли вона сидить на стільці та стогне. Попавшись, хлопці з криком вибігають на вулицю. Сет бачить той самий чорний кадилак, що й раніше, після чого біжить додому, а згодом знаходить мертве тіло Ебена, що плаває у цистерні з водою. Місцева влада вважає, що в скоєнні злочину винен батько Сета, Люк, який багато років тому був викритий у гомосексуальному зв'язку з неповнолітнім. Вважаючи себе приреченим, Люк обливається бензином і підпалює себе.
Кемерон повертається додому, щоб подбати про свого брата Сета, оскільки Рут впала в шок після самоспалення чоловіка. Відвідуючи могилу батька, Кемерон знайомиться з Дельфін, і між ними спалахує роман, на превеликий жах Сета. У сусідньому сараї Сет і Кім знаходять окостенілий людський ембріон, який Сет забирає з собою додому, вважаючи, що це Ебен, втілений як занепалий ангел. Кемерон показує Сету фотографію немовляти, яке помирає від радіаційного опромінення, яка водночас заворожує і тривожить Сета. Наступного дня Сет іде за Кемероном до будинку Дельфіни, де спостерігає, як старший брат емоційно зізнається Дельфіні у своїй причетності до експериментів з атомною бомбою. Камерон і Дельфіна починають займатися сексом; вибігши з жахом з дому, Сет стає свідком того, як чоловіки в «кадилаку» викрадають Кіма.
Здоров'я Кемерона починає погіршуватися через променеву хворобу, симптоми якої Сет приписує вампіризму Дельфіни. Наступного дня виявляють тіло Кіма, а правоохоронні органи, як і раніше, вважають, що Люк живий і несе відповідальність за ці злочини. У міру того як Кемерон і Дельфін зближуються і планують втекти разом, Сет зосереджує свою лють на Дельфіні. Вночі він радиться з «ангелом Ебеном», як з нею вчинити. Наступного дня, коли Дельфіна очікує на попутку, він не попереджає Дельфіну про загрозу від чоловіків у чорному «кадилаку». На полі знаходять тіло Дельфіни, і Кемерон божеволіє від горя на очах у Сета. Усвідомивши, що він зламав життя братові, Сет біжить на найближче поле і в люті кричить під променями призахідного сонця.

## Акторський склад
| Актор            | Роль             |
| ---------------- | ---------------- |
| Джеремі Купер    | Сет Дав          |
| Вігго Мортенсен  | Кемерон Дав      |
| Ліндсі Дункан    | Дельфін Блу      |
| Шейла Мур        | Рут Дав          |
| Данкан Фрейзер   | Люк Дав          |
| Девід Лонґворт   | Джошуа           |
| Роберт Кунс      | шериф Тікер      |
| Девід Блум       | заступник шерифа |
| Еван Холл        | Кім              |
| Коді Лукас Вілбі | Ебен             |
| Джейсон Вульф    | водій кадилаку   |

## Виробництво
Філіп Рідлі надихнувся на написання сценарію після завершення серії робіт під назвою «Американська готика» під час навчання у Школі мистецтв Святого Мартіна. «У дитинстві я читав багато американської літератури і дивився багато американських фільмів, тож у фільмі «Дзеркальна шкіра» я створив казковий дитячий погляд на те, якою я уявляв собі Америку — це такий собі міфічний світ, що жив колись у небутті, де хлопці схожі на Марлона Брандо та Елвіса Преслі, і все відбувається на пшеничному полі, і все це виглядає дуже по-американськи готично».
Знявши два короткометражні фільми («Visiting Mr. Beak» та «The Universe of Dermot Finn») і завершивши сценарій до фільму «Брати Крей» (режисер Пітер Медак), Рідлі отримав 1,5 мільйона доларів від BBC, British Screen та Zenith Productions на зйомки фільму «Дзеркальної шкіри» у Кроссфілді, Альберта, Канада.
У співпраці з оператором-постановником Діком Поупом Рідлі спрямував свої мистецькі впливи (зокрема Ендрю Вайета та Едварда Гоппера) на створення гіперреалістичного бачення «міфічного, галюциногенного літа в житті дитини». Рідлі особисто пофарбував пшеничні поля у яскравіший жовтий відтінок, а сцени екстер'єрів часто знімав у «золоту годину», «коли сонце було найяскравішим і найзолотистішим». У фільмі також знявся Віґґо Мортенсен в одній зі своїх перших головних ролей.
Агрегатор кінооглядів Rotten Tomatoes містить рейтинг схвалення 88% на основі 17 рецензій із середньою оцінкою 7/10.

## Випуск
Прем'єра фільму відбулася на Каннському кінофестивалі 1990 року, де він отримав схвальні відгуки критиків. У Великій Британії стрічка була випущена у кінотеатральний прокат в листопаді 1990 року компанією Virgin Vision. У США Miramax Films випустила фільм в обмежений кінотеатральний прокат 28 червня 1991 року.

## Відгуки
Під час рем'єри на Каннському кінофестивалі 1990 року критики оголосили фільм «déjà un culte» («вже культовим») ще до того, як вони вийшли з зали для глядачів. Розголос про фільм був настільки інтенсивним, що довелося призначити додаткові покази, щоб задовольнити попит. Фільм здобув 11 міжнародних нагород на інших кінофестивалях.
Хоча деякі критики були обурені «ненормальними ситуаціями та хворобливими персонажами», серед найвідоміших шанувальників «Дзеркальної шкіри» був Роджер Еберт, який сказав, що фільм «нагадав мені “Синій оксамит” та інші роботи Девіда Лінча, але я думаю, що він кращий... він зовсім не про Америку, а про нічні кошмари, і мені нелегко буде його забути».
Пишучи для Rolling Stone, Пітер Треверс писав, що «Рідлі — візіонер, і його фільм, що переслідує, яскраво знятий Діком Поупом, справляє гіпнотичне враження». Кевін Томас з Los Angeles Times назвав його «дивовижним фільмом, сповненим самовідданими, яскравими акторськими роботами і пронизаним темним гумором, який на кожному кроці ризикує стати надто епатажним, але настільки натхненним і контрольованим, що все сходить з рук.» Роуен Рігелато в статті для The Guardian описав його як «приголомшливо красивий... готичний шедевр, який часто дивним чином не помічають».
Рецензуючи спеціальне видання Blu-ray на BBC News, Марк Кермод сказав: «Філіп Рідлі — надзвичайний режисер.... Дійсно дивна, цікава, тривожна робота, яка знайшла свою аудиторію протягом багатьох років. Саме так виглядає справжній культовий фільм».

## Нагороди та номінації
На Міжнародному кінофестивалі в Локарно 1990 року Рідлі здобув три нагороди: премію C.I.C.A.E., приз FIPRESCI та «Срібного леопарда». На Міжнародному кінофестивалі в Сіджасі Ліндсі Дункан отримала нагороду за найкращу жіночу роль, а Дік Поуп — за найкращу операторську роботу. На Стокгольмському кінофестивалі 1990 року Рідлі отримав приз FIPRESCI.